# Adolf Willem van Saksen-Eisenach
Adolf Willem van Saksen-Eisenach (Weimar, 15 mei 1632 - Eisenach, 21 november 1668) was van 1662 tot aan zijn dood hertog van Saksen-Eisenach. Hij behoorde tot de Ernestijnse linie van het huis Wettin.

## Levensloop
Adolf Willem was de vierde zoon van hertog Willem van Saksen-Weimar en diens echtgenote Eleonora Dorothea, dochter van vorst Johan George I van Anhalt-Dessau.
In 1656 ging hij als officier in de militaire dienst van koning Karel X Gustaaf van Zweden en vocht in de Noordse Oorlog tegen Polen. Tijdens deze oorlog werd hij door het Keizerlijk Leger gevangengenomen, maar in ruil voor een keizerlijke officier werd hij terug vrijgelaten. In 1661 werd hij aangesteld tot generaal-majoor van de Zweedse infanterie.
Na de dood van zijn vader in 1662 werd het Saksen-Weimar verdeeld tussen Adolf Willem en zijn drie nog levende broers. Hierbij kreeg hij het hertogdom Saksen-Eisenach toegewezen.
In november 1668 stierf Adolf Willem op 36-jarige leeftijd. Onder de bijnaam de Edele was hij eveneens lid van het Vruchtdragende Gezelschap.

## Huwelijk en nakomelingen
Op 18 januari 1663 huwde Adolf Willem met Maria Elisabeth (1638-1687), dochter van hertog August van Brunswijk-Wolfenbüttel. Ze kregen vijf zonen:
- Karel August (1664-1665)
- Frederik Willem (1665-1665)
- Adolf Willem (1666-1666)
- Ernst August (1667-1668)
- Willem August (1668-1671), hertog van Saksen-Eisenach